# Verzorgingsplaats De Poppe
Verzorgingsplaats De Poppe is een Nederlandse verzorgingsplaats, gelegen aan de A1 tussen de grens met Duitsland - Oldenzaal Autoweg genaamd - en aansluiting 34 (De Lutte). De verzorgingsplaats ligt aan de noordzijde van de snelweg nabij de buurtschap de Poppe in de gemeente Losser, negen kilometer ten oosten van Oldenzaal.
Aan de zuidzijde van de snelweg ligt op Duits grondgebied de verzorgingsplaats Bentheimer Wald aan de A30. De twee verzorgingsplaatsen zijn verbonden door een voetbrug.
De vrachtwagenparkeerplaatsen van verzorgingsplaats De Poppe waren tot 2024 structureel overbelast. De capaciteit bedroeg 160 legale parkeerplaatsen, maar op reguliere nachten stonden er meestal 200 à 210 vrachtwagens geparkeerd op alle beschikbare ruimte. Er waren nachten met uitschieters naar meer dan 250 vrachtwagens, wat betekent dat er dan circa 100 vrachtwagens op niet-legale plekken geparkeerd stonden. 
Het grootste deel van het vrachtverkeer parkeert óf kort, óf gedurende de gehele nacht. De reguliere capaciteit was al vanaf het begin van de avond grotendeels gevuld. Circa 80% van de vrachtwagens komt uit de nieuwere EU-landen, met name Polen. Ook Russische, Wit-Russische en Oekraïense vrachtwagens staan hier veel, mede omdat op de verzorgingsplaats een van de weinige douanekantoren is gevestigd. Lang parkeren komt weinig voor, meestal alleen in het weekend. Het structurele tekort aan parkeerplaatsen was circa 50, maar niet duidelijk is wat de latente vraag is. Veel vrachtverkeer kan ook doorrijden als blijkt dat er ook illegaal geen ruimte meer is om te parkeren. Een ander probleem is het gebrek aan parkeercapaciteit zowel aan de Duitse A30 tussen Bad Oeynhausen en de Nederlandse grens en verder langs de Nederlandse A1 richting Deventer. De verderop gelegen verzorgingsplaats Het Veelsveld heeft een capaciteit van slechts een stuk of 10 vrachtwagens en een flink eind verder ligt bij Holten verzorgingsplaats Struik met circa 25 plaatsen. Weliswaar is er bij Hengelo-Noord een truckstop langs de N342, maar deze is 'betaald' en over het algemeen minder populair bij Oost-Europese vrachtwagenchauffeurs omdat ze hiervoor niet gecompenseerd worden.
Rond 2014 maakte Rijkswaterstaat een uitbreiding met 50 plaatsen bekend.
Richting Oldenzaal:
Honswijck · 
Ronduit · 
De Slaag · 
Palmpol ·
Tolnegen · 
Lucasgat · 
Bruggelen · 
De Paal · 
Boermark · 
Bolder · 
Het Lonnekermeer
Richting Amsterdam:
De Poppe · 
Het Veelsveld · 
Struik · 
De Hop · 
Vundelaar · 
De Hucht · 
De Strubben · 
Tolnegen · 
Aanschoten · 
Uilengoor · 
De Middelaar · 
Neerduist · 
Bastion · 
Hackelaar